# ビジネス能力検定試験
ビジネス能力検定試験（ビジネスのうりょくけんていしけん、B検とも略される）とは、一般財団法人職業教育・キャリア教育財団（旧財団法人専修学校教育振興会）が実施する、社会人に必要な仕事の能力を客観的に評価する文部科学省後援の検定試験。2013年度に新基準「ジョブパス」による改定が行われ、正式名称が「ビジネス能力検定ジョブパス」となった。

## 検定級

### 1級
入社5年目程度からのリーダーに求められる総合的なビジネス能力を評価。
2級で学んだビジネスの基本を前提にマネジメントの基本能力を身につけることを目的とし、ビジネス技法としての問題解決力や知的技法、情報力や提案力などを身に付けている。また、組織とリーダーシップに関してビジネス交渉術や組織運営力、さらに事業プランニング能力として特にマーケティングや財務の基礎知識を有する。受験者はヘッドフォンを使ってケース問題を解く。解答の形式は語句を入力するアチーブ問題と200字以上250字以内、又250字以上300字以内の文章を書く論述問題に分かれている。採点は全てビジネス能力検定をサポートしている人事担当者が採点をする。
- 受験資格：誰でも可能
- 試験方式：パソコンによる記述式
- 受験料：8,000円（但し前回2級を合格した場合は5,000円）
- 出題範囲：マネジメントの基本とビジネス技法、組織とリーダーシップ、事業プランニング。（試験範囲は基本は2級の版に準ずる）[4]
- 試験内容（90分）
  - アチーブ問題（短答問題）
  - 資料分析問題（短答問題・論述問題）
  - ケース動画問題（論述問題）

### 2級
入社2、3年目程度の実務層に求められる実践的なビジネス能力を評価。
3級で学んだ内容について、より一層のスキルアップを図ることを目的とし、組織の有機的な関係を理解すると共に、効率的な業務の進め方、情報収集の方法などを身に付けている。またビジネス常識としての法律知識、新聞記事、産業や経済知識などとともに、報告書、議事録の書き方などの文書能力、及び対人関係処理能力としての話し方の基本とコミュニケーション技術を有する。
- 受験資格：誰でも可能
- 試験方式：マークシート
- 受験料：3,800円
- 出題範囲：ビジネスコミュニケーション、仕事の実践とビジネスツール。
- 試験内容（90分）
  - 選択式テスト
  - ビジネス文書穴埋め問題

### 3級
これから社会人になる人、新人社員に求められるビジネス基礎能力を評価。
会社と組織の見方、仕事の基本、ビジネスの常識と共に、ビジネス文書の書き方などの実務能力、及びビジネスマナーなどの対人関係能力を有する。
- 受験資格：誰でも可能
- 試験方式：マークシート
- 受験料：2,800円
- 出題範囲：ビジネスマナーとコミュニケーションの基本、仕事の基本とビジネス文書。
- 試験内容（60分）
  - 選択式テスト

## 実施要項

### 実施時期
1級
毎年9月と2月
2級、3級
毎年7月と12月初旬
1級1次と2級、2級と3級の組み合わせは同日受験が可能。

### 試験時間
- 1級：随時（90分間）
- 3級：10：00から11:00
- 2級：11：30から13:00

以上は開始前に10分間説明有り。

### 電卓の使用
1級では電卓の使用が認められる。
受験に使用する電卓は、以下の認められない仕様に合致する物は使用禁止となる。
- 電源が、電池または太陽電池以外の電卓
- 文字表示領域が複数行ある電卓（計算状態表示の一行は含まない）
- プログラムを組み込む機能がある電卓
- 電卓が主たる機能ではない物
- パソコン（電子メール専用機等を含む）、携帯電話（ＰＨＳ含む）、スマートフォン、ポケットベル、電子手帳
- 電子メモ、電子辞書、翻訳機能付き電卓、音声応答のある電卓、電卓付腕時計等の物
- その他試験監督者が不適切と認める物

### 合格基準
- 1級 60点（ただし、体系的知識問題25点、実践応用問題20点以上の得点が必要 ）
- 2級 65点
- 3級 70点

### 試験会場
試験会場は全国各地に設定される。概ね都道府県に1つはあるが全都道府県に有るとは限らない。1級に関しては協会が指定したテストセンターで実施する。

## 出題内容（平成24年（2012年）12月実施分まで）
マークシートや記述式では以下の問題が出題される。

### 選択問題
知識が問われる。正しい或いは正しくないものを選ぶ選択問題で出題。1級と2級は5択問題・3級は4択問題。級が高くなればなるほど問題数はすくなくなる。

### ケース問題
会社内で起きた失敗の出来事において誰が何をしたかを書かれた記録を読んで、主人公がこの時何をするのが最も適切だったか等を選択問題で出題。各級よってケース問題の文章量が異なり1級は長文で大問1題で5問、2級・3級は大問2題で10問出題される。

### 新聞問題
示された新聞記事を読んで、その記事内容から正しい或いは正しくないものを選ぶ選択問題で出題。

### データ問題
示された表やグラフの資料から、正しい或いは正しくないものを選ぶ選択問題で出題。1級と2級に関しては電卓の使用が認められている。

### 記述問題
1級：示された状況、資料等から、課題や改善策、その他が問われる出題。回答はマーク裏面の回答欄の枠内に記入する。
2級：示された議事録等から、ビジネス文書を完成させる問題。但し各文章は40字で埋める必要がある。文字数をオーバーした場合は採点されない。

### 論文問題（1級2次試験）
- 問題用紙に書かれた2つのトピックから受験者が任意の問題を選択して800字の解答用紙に論文を回答する問題。

### 面接（1級2次試験）
- 試験官と自分のキャリア等に関する面接。

## 合格者
合格者には合格カードが与えられる。カードの大きさはキャシュカード等と同じでプラスチック製。3級がピンク、2級は水色となっている。希望合格者には有料で合格証書（手数料1,000円）、合格証明書（手数料500円）を発行する。
1級1次合格2次不合格者には、次回1級受験時に申請すれば1次試験が免除される。また1次免除者も1次試験を受けることが可能で、それで1次合格すれば、次回の1級受験時に1次試験免除を申請できる。1次免除は次回試験実施時のみ有効で、もし次回に受験しなければ免除資格が消失する。
成績優秀者表彰制度があり年度末に選ばれる。
- 文部科学大臣賞
- 日本技能検定協会連合会 会長賞
- 一般財団法人 職業教育・キャリア教育財団 理事長賞
- 一般財団法人 職業教育・キャリア教育財団 優秀賞

## 沿革
平成24年（2012年）
- 4月1日：公益法人制度改革に伴い財団法人から一般財団法人へ移行、同時に振興対象を専修学校教育から職業・キャリア教育に広げる為、一般財団法人 職業教育・キャリア教育財団に改名する。[5]
- 6月20日：仙台で試験制度改定説明会実施。
- 6月21日：札幌で試験制度改定説明会実施。
- 7月10日：東京で試験制度改定説明会実施。
- 7月12日：広島で試験制度改定説明会実施。
- 7月13日：博多で試験制度改定説明会実施。
- 7月19日：名古屋で試験制度改定説明会実施。
- 7月20日：大阪で試験制度改定説明会実施。
- 8月1日：東京で試験制度改定説明会実施。
- 8月3日：那覇で試験制度改定説明会実施。

## 平成25年（2013年度）以降の試験体制（ジョブパス）の主な変更点
平成25年（2013年度）以降の検定試験は、これまでの試験体制とは大きく変更された。変更点を以下に列挙する。
- 名称が「ビジネス能力検定ジョブパス」に変更され、履歴書に書く際には「ビジネス能力検定ジョブパス」と書くように実施団体は受験者に記載を推奨している[6]。
- 従来は1級は年間1回しか受験がなかったが、今回の「ビジネス能力検定ジョブパス」では年間2回実施する事になった[7]。
- 従来は1級と2級が記述・論述問題が出題されたが、ジョブパス以降は1級のみ。
- 各級ともに試験範囲が現行の試験と大幅に異なる。特に1級に関しては試験範囲が従来と大幅に異なる。従来は選択問題は1級・2級は5択問題、3級問題は4択問題だが、ジョブパス以降は多伎選択で問題によって選択肢が異なる[8][9]。
- 1級に関しては1次試験（マークシートと記述問題）と2次試験（論文問題と面接）があったが、1次試験に一本化。試験もマークシートは廃止されCBT試験で指定会場でパソコンに直接回答を入力する形態（パソコンによる記述問題）に変更される。採点は企業の人事・採用担当者が実施する予定。
- 1級の合格に関しては100点中60点が合格基準だが、配点が体系的知識問題50点、実践応用問題50点に分けられる。前方式の1級・2級同様に「記述問題40％の正答率でないと綜合得点が60％を超えても合格出来ない」同様に「最低基準」が設けられる。具体的は合計点60点以上に加えて、「体系的知識問題」が25点、実践応用問題が20点以上の得点が必要となり、更に体系的知識問題で基準点に満たない場合は実践応用問題が採点されない形式になる[10]。
- 従来は2級で電卓の使用が認められていたが、ジョブパスでは2級は電卓の使用が禁止され、1級のみ使用が認められることになった[10]。
- 従来どおり1級・2級・3級に受験制限はない。1級に関しては2級合格者が1年以内に1級を受験する場合に受験料が8,000円から5,000円に割引制度が設けられた。
- 2級に関しては現行試験では記述問題があるが、ジョブパスでは選択問題(多肢選択)のみに形式が変更される。
- 試験時間が1級・2級・3級のすべてにおいて以前より短くなる。1級と2級は120分から90分。3級は90分から60分にそれぞれ短縮される。